# Hypsilurus longi
Hypsilurus longi — вид ігуаноподібних ящірок родини агамових (Agamidae). Мешкає у Папуа Новій Гвінеї та на Соломонових Островах.

## Поширення і екологія
Hypsilurus longi мешкають на островах Нова Британія, Нова Ірландія, Бугенвіль, Дьюк-оф-Йорк, Трежері і Шортленд, а також на Новій Гвінеї, в районі затоки Астролябія. Вони живуть у вологих тропічних лісах, на висоті до 500 м над рівнем моря.